# Phoenix (chaîne de télévision chinoise)
Pour les articles homonymes, voir Phénix (homonymie).
Phoenix Television est une chaîne de télévision chinoise basée à Hong Kong.